# Kijański
Kijański (forma żeńska: Kijańska; liczba mnoga: Kijańscy) – polskie nazwisko. Na początku lat 90. XX wieku w Polsce nosiło je 271 osób.

## Etymologia
Nazwisko pierwszy raz wzmiankowane w  1402 (Andreas Kijanskij). Nazwa Kijański, Kijeński należy do grupy nazwisk odmiejscowych, powstała poprzez dodanie formantu -ski do nazwy miejscowej Kijany. 

## Rody szlacheckie
Nazwisko to nosiło w Rzeczypospolitej kilka rodów szlacheckich. Byli to Kijańscy herbu: Gryf, Strzemię i Syrokomla.

## Znane osoby
- Tadeusz Kijański – aktor, malarz, pisarz, reżyser, scenarzysta, scenograf